# Crkva sv. Ane u Bjelovaru
Crkva sv. Ane u Bjelovaru župna je crkva dovršena 1993. godine. Nalazi se u bjelovarskoj četvrti Nove Plavnice.

## Povijest
Župu sv. Ane osnovao je zagrebački kardinal Franjo Kuharić 29. svibnja 1980. godine. Do tada je to područje pripadalo župi sv. Terezije Avilske u Bjelovaru. Župa sv. Ane obuhvaća dio zapadnog dijela Bjelovara i prigradska naselja Hrgovljani, Gudovac, Stare i Nove Plavnice i Klokočevac. Župom je kratko vrijeme upravljao svećenik Ivan Došlin, a zatim Zlatko Pečet, koji je 19. veljače 1983. godine poginuo u prometnoj nesreći. Naslijedio ga je župnik Vinko Gregur. Župa je već tada imala oko 5.000 vjernika, a nije imala crkvu.
Od kraja 1983. do 1993. godine misa se održavala u preuređenoj kući na Križevačkoj cesti 23. Tu se održavao i vjeronauk. Građevinska dozvola za gradnju nove crkve zatražena je 1983. godine, a dobivena je tek 1989. godine. Tadašnja vlast ometala je izdavanje dozvole. Od početka 1986. godine u župu dolaze časne sestre klanateljice Krvi Kristove. 
U rujnu 1989. godine započela je gradnja crkve prema projektu arhitektice Željke Ružić iz Zagreba. Zagrebački kardinal Franjo Kuharić blagoslovio je kamen temeljac 4. studenog 1989. godine. Građevinsko poduzeće iz Čakovca sagradilo je crkvu i u jesen 1990. bila je pod krovom. Za Božić 1990. godine u crkvi je služena prva polnoćka. Pristupnu cestu i parkiralište izradio je 34. inženjerijski bataljun HV-a iz Čakovca. Radovi na pročelju dovršeni su u proljeće 1993. godine. Crkvu je posvetio zagrebački kardinal Franjo Kuharić 22. kolovoza 1993. godine. 

## Galerija
- Crkva s prednje strane.
- Kamena spomen-ploča na ulazu u crkvu.